# Скорость 2: Контроль над круизом
«Скорость 2: Контроль над круизом» (англ. Speed 2: Cruise Control) — американский боевик-катастрофа 1997 года, продолжение ленты «Скорость» (1994).
Фильм получил крайне негативные отзывы от критиков и зрителей. Фильм победил в премии «Золотая малина» в категории «Худшее продолжение или ремейк». Актёрская игра, сюжет и замена персонажей вызвали наибольшую критику, а также действие на медленно движущемся круизном лайнере, назвав его менее захватывающим, чем на быстро движущемся автобусе.
Фильм также стал кассовым провалом, заработав 164 миллиона долларов по всему миру при производственном бюджете в 160 миллионов долларов.

## Сюжет
Полицейский Алекс Шоу и его девушка Энни Портер отправляются в круиз по Карибскому морю на шикарном лайнере «Морская Легенда». Вскоре выясняется, что управление им захватил безумный террорист-одиночка, программист Джон Гейгер. Он выбрасывает за борт капитана, инсценирует пожар на корабле и приказывает начать эвакуацию людей с судна. Цель террориста — месть своей компании, на которую он работал, за несправедливое увольнение, а также кража находящихся на корабле драгоценностей. А поскольку именно Гейгер разрабатывал систему управления для таких лайнеров, он полностью контролирует обстановку на судне со своего ноутбука.
Бо́льшая часть людей покидает судно, но Алекс, Энни и ещё несколько пассажиров и членов команды остаются на борту и ищут террориста. Тот ускользает от них и программирует автопилот на столкновение с танкером, находящимся неподалёку от побережья. Алексу удаётся отклонить лайнер от прямого столкновения, оно происходит по касательной, а Гейгер захватывает Энни в заложницы и покидает корабль на моторной лодке, направляясь к приготовленному заранее гидросамолёту. Алекс бросается вдогонку, его подбирает одна из моторных лодок, в изобилии курсирующих в заливе, на ней он догоняет взлетающий гидроплан и освобождает Энни. Гейгер, оставшийся в самолёте один, теряет управление, насаживается на мачту чудом уцелевшего чуть ранее танкера и взрывается вместе с ним.
Тем временем неуправляемый лайнер несётся на пляж с отдыхающими и прибрежный город. Находящиеся на борту ничего не могут поделать и просто ждут, когда всё закончится. Корабль «въезжает» в город на несколько десятков метров вглубь, разрушая всё на своём пути, и опрокидывается.

## В ролях
- Сандра Буллок — Энни Портер
- Джейсон Патрик — Алекс Шоу, сотрудник SWAT
- Уиллем Дефо — Джон Гейгер, террорист
- Темуэра Моррисон — Джулиано
- Брайан Маккарди[англ.] — Мерсед, штурман лайнера
- Кристин Фиркинс — Дрю, глухонемая девочка
- Майк Хагерти — Харви
- Коллин Кэмп — Дебби
- Лоис Чайлз — Селеста
- Тэмия — Шери Сильвер, ведущая музыкального шоу
- Джереми Хотц[англ.] — Эштон
- Энрике Мурсиано — Алехандро (впервые на экране)
- Конни Рэй — Фрэн Фишер
- Патрика Дарбо — Руби Фишер
- Кимми Робертсон — Лиза
- Бо Свенсон — Поллард, капитан лайнера
- Гленн Пламмер — Морис, владелец дорогой моторной лодки, управление которой захватил Алекс, чтобы догнать Энни и Джона на гидросамолёте[7]
- Ричард Спейт — офицер на лайнере
- Тим Конуэй — мистер Кентер, инструктор по вождению
- Джо Мортон — лейтенант Герб Макмэхон (в титрах не указан)
- Музыкальная группа UB40 — камео (в титрах не указана)

## Факты

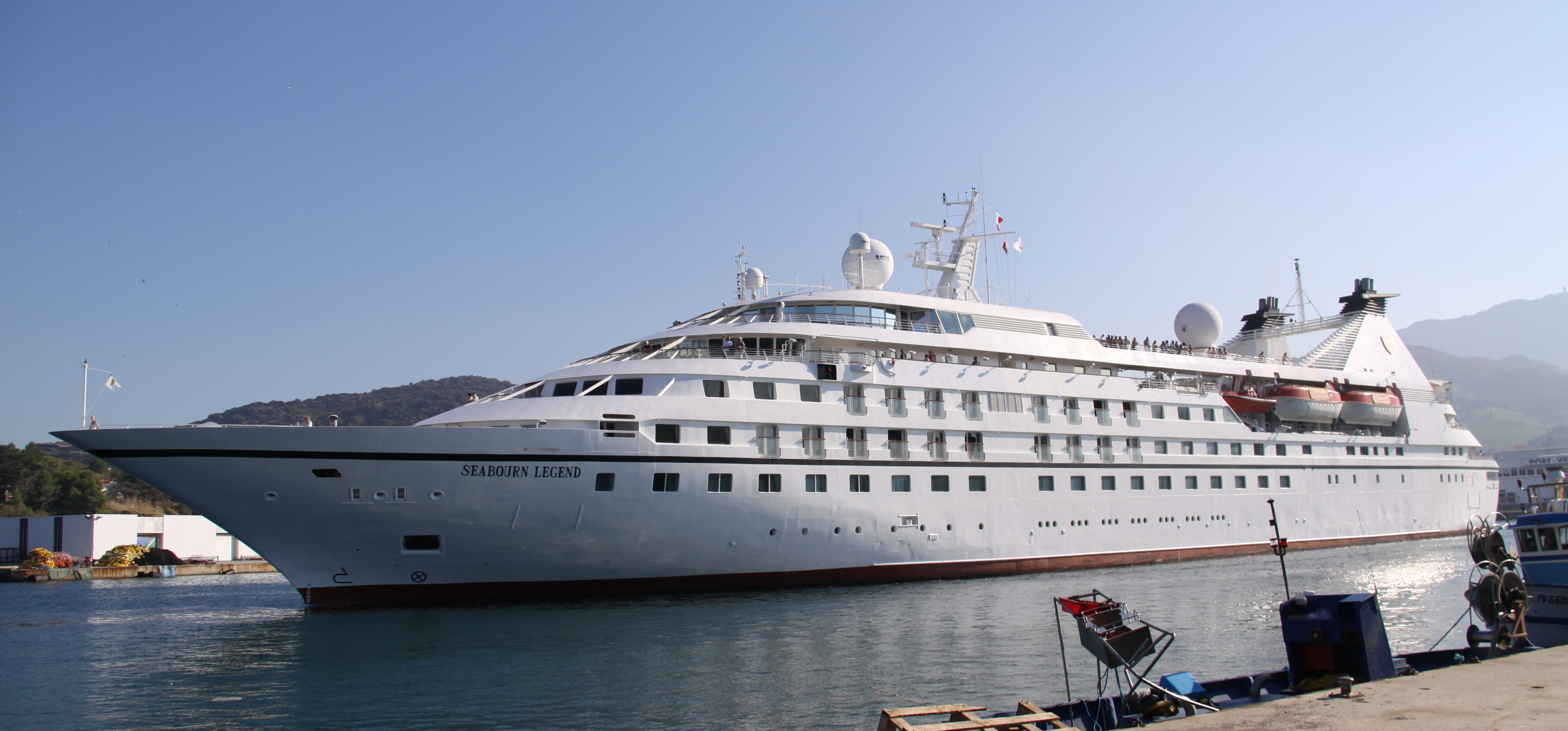
Океанский круизный лайнер Seabourn Legend, на котором происходит действие фильма

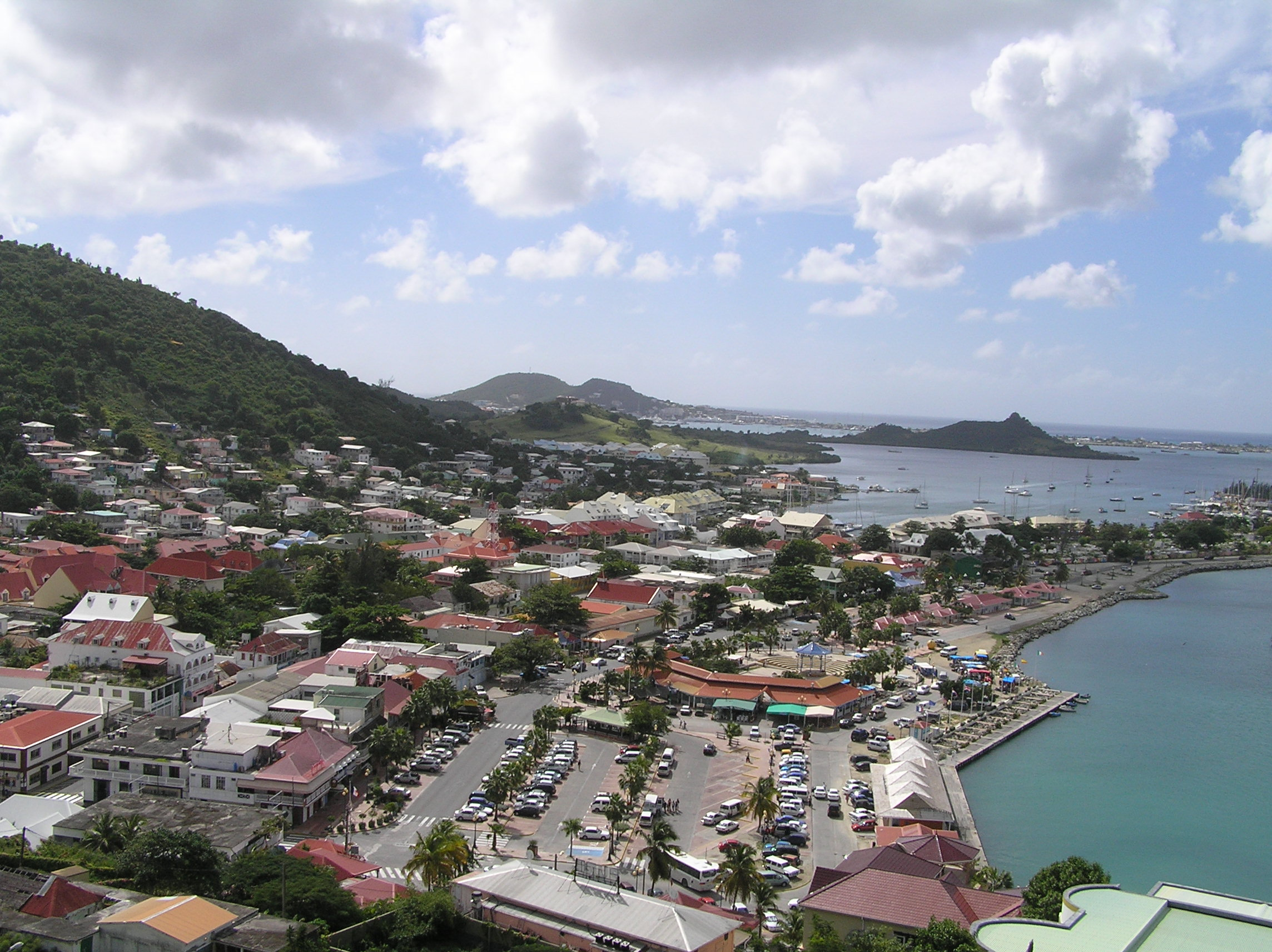
Мариго, столица Сен-Мартена — город, в который «въезжает» Seabourn Legend в финале фильма

- Фильм номинировался на 8 «Золотых малин» и одну из них, в номинации «Худший сиквел», выиграл[8].
- Съёмки проводилиcь на лайнере Seabourn Legend, в фильме он фигурирует под своим именем[9].
- В финале ленты Seabourn Legend «въезжает» в город Мариго — столицу Сен-Мартена[9].
- Гонорары главных актёров, Сандры Буллок и Джейсона Патрика, составили $12,5 млн и $4,5 млн соответственно. За предыдущий фильм Буллок получила в 25 раз меньше[10].
- Самыми затратными оказались съёмки финала ленты, где лайнер «входит» в город. Каждая секунда экранного времени финальной части ленты стоила 83 000 долларов. Специально для съёмок этой сцены был построен трёхсоттонный макет носа корабля длиной около 50 метров, который двигался на рельсах протяжённостью около трети километра, проложенных на глубине до 20 метров под водой, а на суше было построено около 35 строений, которые лайнер разрушал[11].
- Фильм несколько раз появлялся в различных списках «худших сиквелов»[12][13][14][15][16].
- В ресторане лайнера играет группа UB40, исполняя свою песню Tell Me Is It True.

## Критика
Фильм не вызвал столь же восторженных отзывов, как его предшественник. На сайте Rotten Tomatoes картина получила всего 4 % одобрения, который основан на 71 отзыве со средней оценкой в 3,4/10. Консенсус сайта гласит: «„Скорость 2“ сильно отстаёт от своего предшественника из-за нелепых диалогов и повторов первого фильма, которые не вызывают никакого волнения». На Metacritic фильм имеет средний балл в 23 из 100, основанный на мнении 22 критиков, что указывает на негативные отзывы.